# Ali Bujsaim
Ali Mohamed Bujsaim (arabisch علي محمد بو جسيم Ali Muhammad Bu Dschusaim, DMG ʿAlī Muḥammad Bū Ǧusaym; * 9. September 1959 in Dubai) ist ein ehemaliger Fußballschiedsrichter der Vereinigten Arabischen Emiraten.
Aktiv nahm er an den Fußball-Weltmeisterschaften 1994, 1998 sowie 2002 teil. Seine wichtigste Partie leitete er dabei am 31. Mai 2002 beim Eröffnungsspiel der Fußball-Weltmeisterschaft 2002 in Südkorea und Japan zwischen Titelverteidiger Frankreich und dem Senegal.